# Mathias F. Müller
Mathias F. Müller (* 1968 in Coburg, Deutschland) ist ein österreichischer Kunsthistoriker, Publizist und Kunstpädagoge.

## Leben
Mathias F. Müller maturierte 1986 am Bundesrealgymnasium in Steyr (OÖ). Anschließend studierte er an der Universität Wien Kunstgeschichte und promovierte 1997 über Kaiser Maximilian I. Seine Lehrer waren Hermann Fillitz, Artur Rosenauer und Konrad Oberhuber. Zunächst war Müller Volontär an der Albertina Wien und widmete sich vor Ort im Rahmen eines Forschungsstipendiums der Universität Wien dem Studium der deutschen Originalgrafik des 15. und 16. Jahrhunderts, insbesondere dem Miniaturentriumphzug Kaiser Maximilians I. 2000 wechselte er dann zur Stadtgemeinde Waidhofen an der Thaya und zur Diözese St. Pölten, um sich mit den Sammlungsbeständen als Archivar und Kustos zu befassen.  Seit 2005 ist er Kunstpädagoge im Bundesministerium für Unterricht, Kunst und Kultur. Mathias F. Müller publizierte über die oberdeutsche Spätgotik und Renaissance, über Albrecht Altdorfer und Kaiser Maximilian I. Seine Kuratorentätigkeit umfasst ein weitgefächertes Spektrum, von der Frühneuzeit bis in die Gegenwart.

## Mitgliedschaften
- Kassierer des Vereins Gesellschaft für vergleichende Kunstforschung.[2]

## Publikationen
- Geheimnis Donauschule. Mystische Renaissance, Holzhausen 2022,[3] ISBN 978-3-903207-67-7
- Rinascimento alla Moderna. Kaiser Maximilian I. als Imitator Antiquorum, Holzhausen 2019, ISBN 978-3-903207-34-9.
- Albrecht Altdorfer. Mystischer Gottesglauben in Regensburg, Holzhausen 2018,[4][5] ISBN 978-3-903207-10-3
- Der Orden vom Goldenen Vlies und das Haus Habsburg im Heiligen Römischen Reich. Ein (kultur-)geschichtlicher Rückblick, Gesellschaft für vergleichende Kunstforschung, Wien, 2009
- Neues Material zum zeichnerischen und malerischen Werk Karl Hoefners, in: Unsere Heimat 2/2011
- (mit Anne Röver-Kann): Künstler und Kaiser, Hauschild 2003[6]
- Wilhelm Kollar: neue Arbeiten / Heimatmuseum Waidhofen an der Thaya, Text: Mathias F. Müller, 2001, Ausstellungskatalog, ISBN 3-902162-00-7
- Die Zeichnungen der Historia Friderici et Maximiliani: ein Beitrag zur Entwicklung des Zeichenstils Albrecht Altdorfers um 1515; Sonderdruck aus den Mitteilungen des Österreichischen Staatsarchivs, Verleger Klosterneuburg, Hölzlgasse 37, 2004
- Anton Watzl. Das Spätwerk; Eigenverlag der Graphischen Sammlung Albertina, Wien 1999 (= Katalog zur 402. Ausstellung der Graphischen Sammlung Albertina). ISBN 3-900656-44-4